# Sabiniano (cónsul 505)

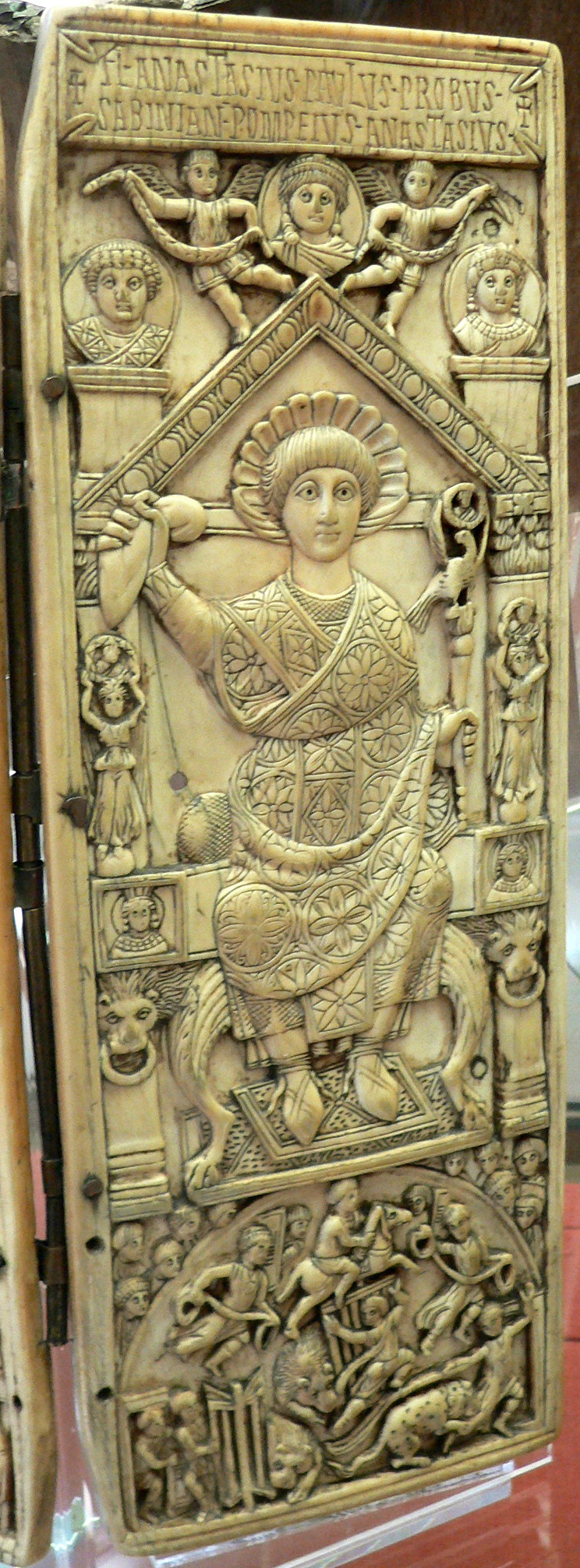
Díptico consular de Anastasio, hijo de Sabiniano.

Flavio Sabiniano (en griego antiguo: Σαβινιανός; fl. 505-508) fue un político y general del Imperio romano de Oriente.

## Vida
Sabiniano era hijo de Sabiniano Magno, magister militum per Illyricum. Se casó con una sobrina del emperador Anastasio I y fue padre de Sabiniano Pompeyo Anastasio, cónsul en 517.
En 505 ocupó el consulado, mientras que en 508 fue nombrado magister militum per Illyricum. Tenía un ejército grande y bien equipado, pero cerca de Horreum Margi fue derrotado por los ejércitos combinados de los hunos, liderados por Mundo, y de los ostrogodos, liderados por Pitzias. Tras la derrota, se dirigió con algunos supervivientes a la fortaleza de Natus.